# Daytona (Automarke)
Daytona war eine US-amerikanische Automobilmarke. Die Fahrzeuge wurden nur 1956 von Randall Products in Hampton in New Hampshire gebaut.
Beim einzigen hergestellten Modell handelte sich um einen winzigen, einfachen Runabout mit zwei Sitzplätzen, ohne Dach, Windschutzscheibe oder Beleuchtung. Die einfache Karosserie mit glatten Seiten und gewölbten Front- und Heckabschlüssen war aus Formica, einem Verbundwerkstoff auf Kartonbasis, gefertigt. Das ganze Fahrzeug war nur 1829 mm lang. Zum Antrieb diente ein hinten eingebauter, luftgekühlter Einzylindermotor von Briggs & Stratton, der 2 bhp (1,4 kW) abgab. Der Verkaufspreis lag bei US$ 495,–.